# Honda CB 1100
Die Honda CB 1100 ist ein Naked Bike des japanischen Herstellers Honda. Das Modell wurde 2009 auf der Tokyo Motor Show vorgestellt und von 2013 bis 2022 in Europa vertrieben. Mit ihrem Auslaufen verschwand das letzte große  Motorrad mit luftgekühltem Vierzylinder vom Markt.

## Design
Mit diesem Motorrad im Retro-Look sprach Honda Liebhaber des klassischen Designs der 1970er Jahre an. Das Design erinnert an die legendäre Honda CB 750 Four. Diese war das erste Großserienmotorrad mit einem Reihen-Vierzylindermotor.

## Technik
Der luftgekühlte Viertakt-Reihenvierzylinder leistet 66 kW (90 PS) bei 7500/min. Anders als die Modellbezeichnung nahelegt, hat Honda sogar einen Motor mit 1140 cm³ Hubraum verbaut. Geschaltet wird über ein Fünfganggetriebe bei der Standardversion. Die 2014 nachgereichte CB 1100 EX mit größerem Tank von 17,5 Litern und Speichenrädern schaltet über ein Sechsganggetriebe. Dasselbe gilt für die 2017 eingeführte sportlichere CB1100 RS. Die Höchstgeschwindigkeit beträgt einheitlich 180 km/h.
Trotz Retrodesign wird der Motor per Elektrostarter angelassen. Die Ventilschäfte messen nur vier Millimeter im Durchmesser, sodass die Ventilfederkräfte und damit die inneren Widerstände verringert werden, um den Verbrauch zu senken. Der Motor hat zwei obenliegende Nockenwellen, Tassenstößel, vier Ventile pro Zylinder und eine Benzineinspritzung.
Die Abgase werden bei der Standardversion über eine 4-in-1-Anlage abgeführt. Die CB1100 EX und die CB1100 RS sind mit 4-in-2-Anlagen ausgestattet.
Die CB 1100 verfügt über eine Doppelscheibenbremsanlage mit 296 mm Scheibendurchmesser an der Vorderachse und eine 256 mm große Einscheibenbremse hinten sowie über Hondas Combined ABS der dritten Generation. An der Hinterachse ist eine klassische Zweiarmschwinge mit zwei Federbeinen verbaut, anstelle der heute modernen Monofederung. Die vordere Teleskopgabel hat zwei 41 mm (EX) bzw. 43 mm (RS) starke Standrohre.
- Bereifung vorne: 110/80-18, resp. 120/70 R 17 (RS)[4]
- Bereifung hinten: 140/70-18, resp. 180/55 R 17 (RS)[4]